# Ozero Ortse
Ozero Ortse (ryska: Озеро Орце) är en sjö i Belarus.   Den ligger i voblasten Vitsebsks voblast, i den norra delen av landet, 200 km norr om huvudstaden Minsk. Ozero Ortse ligger 130 meter över havet. Arean är 1,2 kvadratkilometer. Den sträcker sig 3,9 kilometer i nord-sydlig riktning, och 1,7 kilometer i öst-västlig riktning.
Omgivningarna runt Ozero Ortse är en mosaik av jordbruksmark och naturlig växtlighet. Runt Ozero Ortse är det glesbefolkat, med 17 invånare per kvadratkilometer.